# Ljungby (Falkenberg)
Ljungby est un village en Halland, Suède. En 2005, le village avait une population de 165 habitants.